# Hengelhoef
Hengelhoef is een natuur- en recreatiegebied in Houthalen in de Belgische provincie Limburg. Het natuurgedeelte van het gebied wordt sinds 2002 beheerd door de vzw Limburgs Landschap.

## Algemene info
Hengelhoef bestaat vooral uit naaldbos. Verder herbergt het domein ook een 8 ha grote vijver en een hoogstamboomgaarden van 9 ha. Daarnaast wordt de begroeiing onder twee hoogspanningslijnen kort gehouden door beheerwerken. Door de schraalheid van de zandbodem zou dit moeten leiden tot duin en hei. Ten slotte situeren zich langs de Roosterbeek ook nog enkele interessante graslanden.

## Geschiedenis
De geschiedenis van het domein gaat terug tot 1141, toen dit gebied geschonken werd aan de abdij van Floreffe. Het gebied ligt op de rand van het Kempens Plateau en hier voert ook de naam op terug: Heng komt van Hang of helling. Het gebied ligt aan de bovenloop van de Roosterbeek. In 1179 was er reeds sprake van een hoeve, en in 1400 van een kapel. Er werd bijenteelt en schapenteelt beoefend, en wellicht ook visvangst.
In 1798 werd het domein als zwart goed aan de Heusdense advocaat P.A. Nicolay verkocht. Zijn familie gaf Hengelhoef later aan de abdij van Floreffe terug. In 1844 verbleef de nieuwe eigenaar, rentenier Jan Hendrik Hauwaerts uit Houthalen, zelf op het goed.

### Wittouck
In 1850 kwam het goed in bezit van de familie Wittouck uit Sint-Pieters-Leeuw. Félix-Guillaume Wittouck was likeurstoker, suikerraffinadeur en burgemeester van Sint-Pieters-Leeuw. Door aankoop werd het domein uitgebreid tot 549 ha; er ontstond een herenhuis en een moderne boerderij. Deze was voorzien van een watermolen en er was een distilleerderij waar tientallen mensen werkten en waar alcohol werd geproduceerd. Samen met de nabijgelegen grondbezitters Masy en Thorn en enkele Luikse mijnmaatschappij vroeg Wittouck een mijnconcessie voor de steenkoolmijn van Zwartberg aan.
Félix-Guillaume Wittouck was de vader van Félix, Paul en Frantz Wittouck en de schoonvader van Victor Allard, maar het was zijn dochter Emilie Wittouck (1863-1955) die het domein in 1898 erfde. Ze trouwde met baron Fernand de Beeckman. In 1903 vernielde een grote brand het huis en de stallingen. De baron herbouwde het kasteel. De gevelsteen laat lezen: LE CHÂTEAU D'ENGELHOF/A ÉTÉ RECONSTRUIT/PAR LE BARON ET LA BARONNE/FERNAND DE BEECKMAN/DE VIEUSART/- EN L'ANNÉE 1903. Om het kasteeltje werd een tuin in Engelse landschapsstijl ingericht.
Nadat in 1918 baron de Beeckman overleed verkocht zijn weduwe 150 ha grond met vijf huizen aan notaris Adrien Beeckman de Crayloo (zie onder).

### Klein Hengel
In 1877 verkocht de familie Wittouck 192 ha land aan baron Léon de Lamberts-Cortenbach (1842-1910) omwille van een hypotheek op de distillerie van Wittouck. Dit stuk grond, Klein Hengel genoemd, lag ten westen Groot Hengel. Vanuit Klein Hengel liep een weg naar Zonhoven. Er lagen huizen en boerderijen die verpacht werden. In 1892 werd 67 ha aan de familie Wittouck teruggegeven, maar 162 ha aan de Naamse industrieel Ernest Lecoq verkocht. Hij bouwde in 1907 een houten chalet op een heuvel in het bos en later een herenhuis.
In 1913 kocht notaris baron Adrien Beeckman de Crayloo (1875-1924) uit Anderlecht het domein van Klein Hengel. In 1918 kocht hij 150 ha grond van Emilie Wittouck, die samen met haar echtgenoot op Groot Hengel woonde. De laatste bewoner van het herenhuis in Klein Hengel was zijn zus Hélène Beeckman de Crayloo (1887-1991).
Klein Hengel werd na 1976 grondgebied van Zonhoven.

### Recente geschiedenis
Het domein werd in 1956 aan de Compagnie immobilière de Belgique verkocht. In 1962 kwam het domein, toen 330 ha metend, in bezit van vzw Gezondheidszorg (Christelijke Mutualiteit), dat er in 1964 een toeristisch vakantiecentrum met attractie- en verblijfspark inrichtte.
De Belgische overheid werd in 2000 eigenaar van het domein om er een tijdelijke verblijfplaats voor asielzoekers in onder te brengen. Gedurende een jaar verbleven er 750 asielzoekers, maar de gemeente Houthalen-Helchteren en het actiecomité Red Hengelhoef wonnen een proces tegen de Belgische Staat. In 2002 verkocht de CM een deel van het recreatiepark aan de Nederlandse groep Oostappen en Limburgs Landschap vzw, dat eigenaar werd van het bosgebied. In 2006 kocht Holiday Suites een deel van het domein. Er werden nieuwe residenties met appartementen, een hotel en vakantiewoningen gebouwd. Kasteel Engelhof zelf werd in 2019 door vzw Gezondheidszorg ingericht tot een vergader- en congrescentrum en zal zich in 2024 verder uitbreiden.

## Natuurgebied
Het grootste deel van het natuurgebied Hengelhoef wordt ingenomen door een naaldboscomplex dat werd aangelegd tussen 1780 en 1830. De ouderdom van dit bosgebied is duidelijk terug te vinden in de naam Hengelhoef en de rijkdom aan o.a. paddenstoelen. De naaldbossen zullen in de komende jaren vervangen worden door beukenbos, berken-eikenbos en jong dennenbos. Deze verbeuking vindt nu al gedeeltelijk op een natuurlijke manier plaats.